# شهرستان شونهوا سالار آوتونومووس
شهرستان شونهوا (سالارنشین خودمختار)  یک شهرستان‌های جمهوری خلق چین در چین است که در هایدونگ واقع شده‌است.